# Neoserica fruhstorferi
Neoserica fruhstorferi är en skalbaggsart som beskrevs av Brenske 1899. Neoserica fruhstorferi ingår i släktet Neoserica och familjen Melolonthidae. Inga underarter finns listade i Catalogue of Life.